# Raue Schinkenmuschel

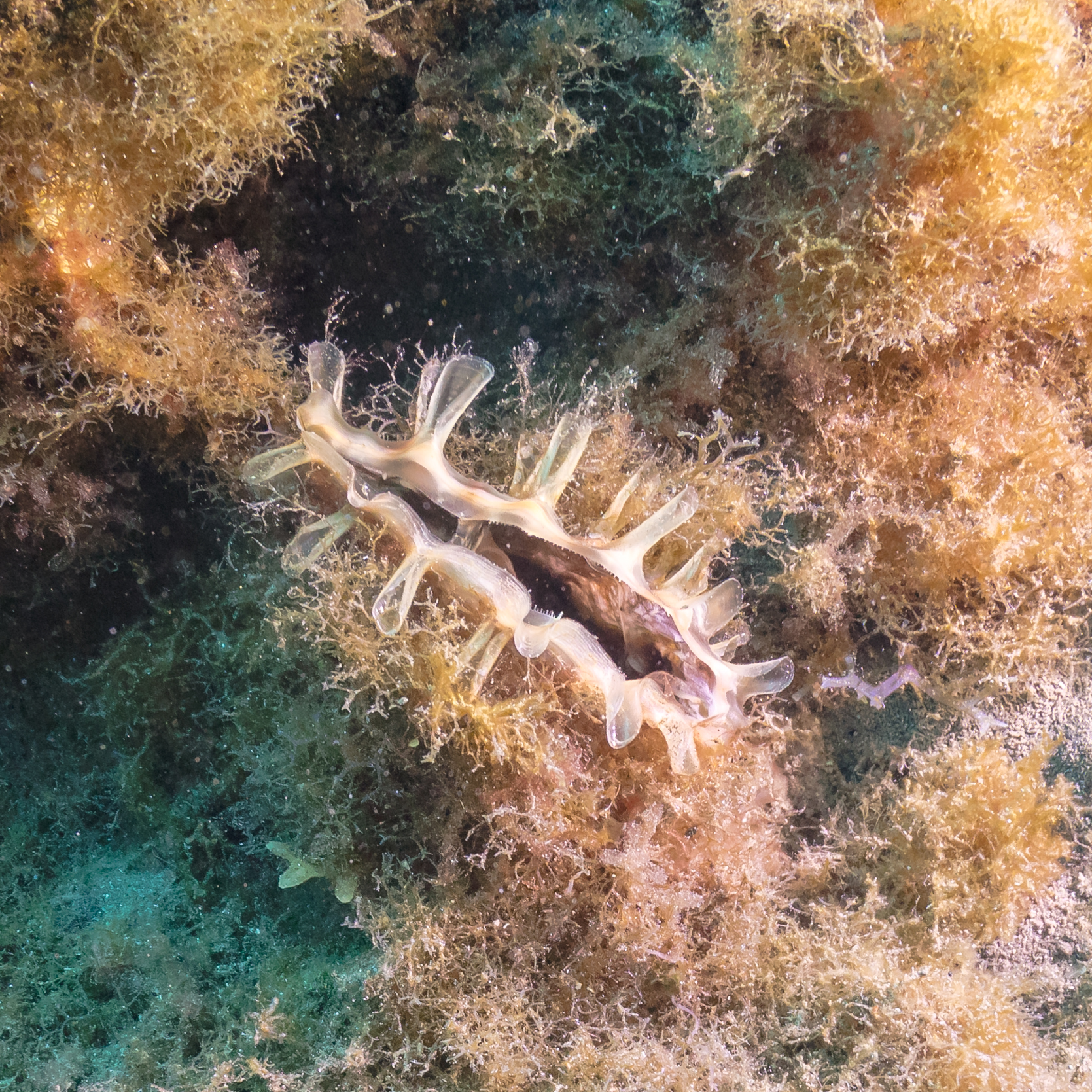
Raue Schinkenmuschel (Pinna rudis) im Lebensraum

Die Raue Schinkenmuschel (Pinna rudis) ist eine Muschel-Art in der Familie der Steckmuscheln (Pinnidae) aus der Ordnung der Ostreida.

## Merkmale
Das Gehäuse ist im Umriss keilförmig und erreicht eine Länge von 40 bis 50, maximal 56,5 cm. Der Dorsalrand ist gewöhnlich gerade bis leicht konkav gewölbt, der Ventralrand ist im vorderen Bereich konkav, im hinteren Bereich konvex gewölbt. Der Hinterrand ist gerundet oder auch trunkiert. Das Gehäusefeld unmittelbar am Ventralrand ist bis auf asymptotische Anwachsstreifen glatt. Es sind zwei Schließmuskeln vorhanden. Der vordere Schließmuskel ist klein, länglich und sitzt direkt in der vorderen Gehäusespitze. Der hintere Schließmuskel ist länglich parallel des Dorsalrandes und sitzt etwa zwischen Dorsalrand und Mittellinie des Gehäuses. Der hintere Schließmuskel sitzt in der dorsalen Zunge der Perlmutterschicht, das hintere Ende schließt mit dem hinteren Ende der dorsalen Perlmutterschicht. Die ventrale Zunge der Perlmutterschicht ist nur unwesentlich kürzer aber schmaler als die dorsale Perlmutterschicht. Der Sulcus zwischen beiden Zungen der Perlmutterschicht ist sehr schmal und läuft fast spitzt zu; er erreicht aber nicht den vorderen Schließmuskel. Die Perlmutterschicht erreicht dorsal etwa ein Drittel bis zwei Drittel der Gesamtgehäuselänge.
Die Schale ist in juvenilen Exemplar dünn und zerbrechlich. In älteren Exemplaren steigt die Schalendicke bis auf 3,5 mm an. Die Oberfläche weist fünf bis zehn kräftige radiale Rippen, die sich mit feinen komarginalen Anwachsstreifen kreuzen. Die Rippen sind in den hinteren drei Vierteln des Gehäuses (und zunächst auch nur dorsal) mit sehr kräftigen, röhrenförmigen, zum Hinterende offenen Stacheln besetzt, die Stacheln setzen im weiteren Verlauf zum Hinterende immer mehr zum Ventralrand hin an. Die größten Stacheln sitzen jedoch am Dorsalrand. Juvenile Gehäuse sind durchscheinen rotbraun oder orangebraun, ältere Gehäuse dunkelrot. 

### Ähnliche Art
Die Schinkelmuschel (Pinna rudis) ähnelt stark der Pinna carnea. Bei dieser Art ist aber die ventrale Zunge der Perlmutterschicht so lang wie oder sogar länger als die dorsale Zunge. Die Schinkenmuschel hat fünf bis zehn radiale Rippen mit kräftigen Stacheln in weiten, unregelmäßigen Abständen. Pinna carnea hat dagegen acht bis zwölf feine radiale Rippen mit dazwischen geschalteten feineren Rippchen; auf den kräftigen Rippen können einige wenige, kleine Stacheln vorhanden sein, die auf den dorsalen Gehäuseteil beschränkt sind.

## Geographische Verbreitung und Lebensraum
Das Verbreitungsgebiet der Rauen Schinkenmuschel (Pinna rudis) ist das Mittelmeer und das Schwarze Meer und den angrenzenden Atlantik. Es erstreckt sich dort von Gibraltar entlang der östlichen Küste des Atlantiks bis nach Angola. Sie kommt außerdem in den Gewässern um die Kanarischen Inseln, die Azoren, Ascension und St. Helena vor. Sie lebt im Tiefenbereich vom flachen Subtidal, meist aber erst von ca. 20 bis in etwa 40, maximal bis 70 Meter Wassertiefe. Im Gegensatz zur Edlen Steckmuschel bevorzugt sie geröllhaltige Sedimente, sie wurde aber in allen möglichen Habitaten, von Hartsubstraten bis hin zu Neptungras-Seegraswiesen angetroffen. Sie ist im Mittelmeer weitaus seltener als Pinna nobilis, zum Beispiel wurde sie nur in zwei Meeresschutzgebieten von neun untersuchten nachgewiesen, während Pnna nobilis in allen davon vorkam. In den untersuchten Lebensräumen kommt sie zudem in geringer Individuendichte vor. Sie bevorzugt eher ruhiges Wasser und strömungsgeschützte Bereiche, möglicherweise aufgrund einer höheren Bruchgefahr der Schalen bei mechanischer Belastung. Im Nationalpark Archipiélago de Cabrera, in dem die bisher höchsten Dichten gefunden wurden, bevorzugt sie den Gewässergrund in untermeerischen Höhlen. Bei den Untersuchungen besaßen die meisten Individuen ein Alter von etwa 10 bis 20, mit einem Maximum von etwa 30 Jahren.  

## Artenschutz
Die Art ist, unter dem synonymen Namen Pinna pernula, als streng geschützte Art im Anhang II der Berner Konvention über die Erhaltung der europäischen wildlebenden Pflanzen und Tiere und ihrer natürlichen Lebensräume aufgenommen. Damit ist für die Vertragsstaaten u. a. der Fang, die Haltung und der Handel mit der Art oder von Produkten daraus verboten (Artikel 6 der Konvention). In das Deutsche Recht wurde der Schutz durch die Aufnahme in Anlage 1 zur Bundesartenschutzverordnung (als „besonders geschützte“ Art) übernommen. Außerdem wird die Art nach dem Übereinkommen von Barcelona zum Schutz des Mittelmeers vor Verschmutzung, nach Anhang II des Protocol concerning Specially Protected Areas and Biological Diversity in the Mediterranean (SPA/BD Protocol) als gefährdete Art aufgeführt, wodurch die Vertragsstaaten (21 Anrainerstaaten des Mittelmeeres) sich zu Schutzmaßnahmen selbst verpflichtet haben.

## Taxonomie
Das Taxon wurde 1758 von Carl von Linné vorgeschlagen. Es ist die Typusart der Gattung Pinna Linné, 1758 durch spätere Bestimmung. Die MolluscaBase verzeichnet folgende Synonyme: Pinna elongata Röding, 1798, Pinna ferruginea Röding, 1798, Pinna ferruginosa Röding, 1798, Pinna mucronata Poli, 1795, Pinna paulucciae Rochebrune, 1883, Pinna rudis var. belma de Gregorio, 1885 und Pinna rudis var. blama de Gregorio, 1885.

## Belege